# Adelphomyia macrotrichiata
Adelphomyia macrotrichiata là một loài ruồi trong họ Limoniidae. Chúng phân bố ở miền Cổ bắc.